# Fazenda Boa Vista (Paraíba do Sul)
A Fazenda Boa Vista é uma fazenda histórica do município de Paraíba do Sul, no estado do Rio de Janeiro. Foi resultante da união de duas sesmarias - Cachoeira da Boavista e Surubiquara - em 1811.

## História
Seu primeiro dono foi o capitão Manuel Joaquim de Azevedo. Ali construiu um grande engenho de açúcar e cultivou cana-de-açúcar.
Após a morte do capitão Manuel Joaquim de Azevedo a fazenda passou a ser de seu genro João Gomes Ribeiro de Avelar, Barão e Visconde de Paraíba, que a tornou grande produtora de café. A família Ribeiro de Avellar já era uma das maiores proprietárias de terras e produtoras de café, no vale do Paraíba fluminense.  
João Gomes Ribeiro de Avelar veio a falecer em sua fazenda da Boa Vista, em janeiro de 1879. Com a sua morte, a fazenda passou ao seu filho Manuel Joaquim de Azevedo Avelar, que a vendeu ao governo imperial,  que pretendia instalar uma hospedaria para imigrantes. 

## Casa Sede - Arquitetura
O solar da Boavista foi erguido em 1834 e recebeu sucessivos melhoramentos. Em sua fachada principal exibe duas datas: 1834 e 1932, sendo que na reforma de 1932 recebeu novos jardins murados, varanda lateral, grades, novos acessos entre outras mudanças.
Possui dois pavimentos com onze vãos (como janelas) na fachada principal, exceto no térreo onde se encontra a porta de acesso principal. No segundo segundo pavimento ainda é possível visualizar os suportes de iluminação a óleo. Provavelmente os balcões de ferro com grades na fachada frontal do segundo pavimento foram incluídos em 1932.
São catorze quartos, duas salas de estar, duas salas de jantar, além de uma sala de preparo próxima à cozinha e um amplo pátio interno. Também possui uma capela interna.
O porão antes soterrado, foi escavado e adaptado para uso atual.

## Fonte bibliográfica
- Fonte: SILVA, P. G. da. Capítulos da História de Paraíba do Sul. Rio de Janeiro, Irmandade Nossa Senhora da Piedade, 1991